# Jeans (cràter)
Jeans és un cràter d'impacte situat al costat del terminador al sector sud-oriental de la Lluna. La major part d'aquesta formació es troba a la cara oculta respecte a la Terra, però durant libracions favorables hi pot quedar tot el cràter a la vista. Tot i això, s'observa lateralment, quedant molt limitada la quantitat de detall apreciable.

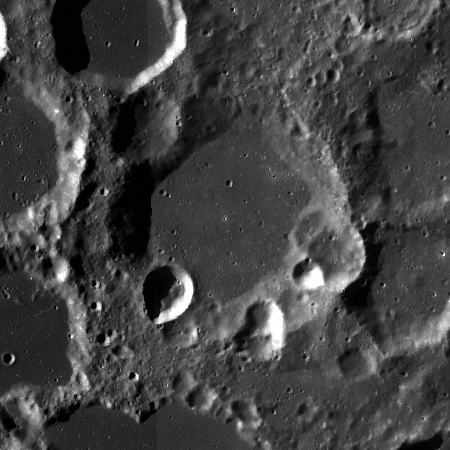
Fotografía de la misión Lunar Reconnaissance Orbiter
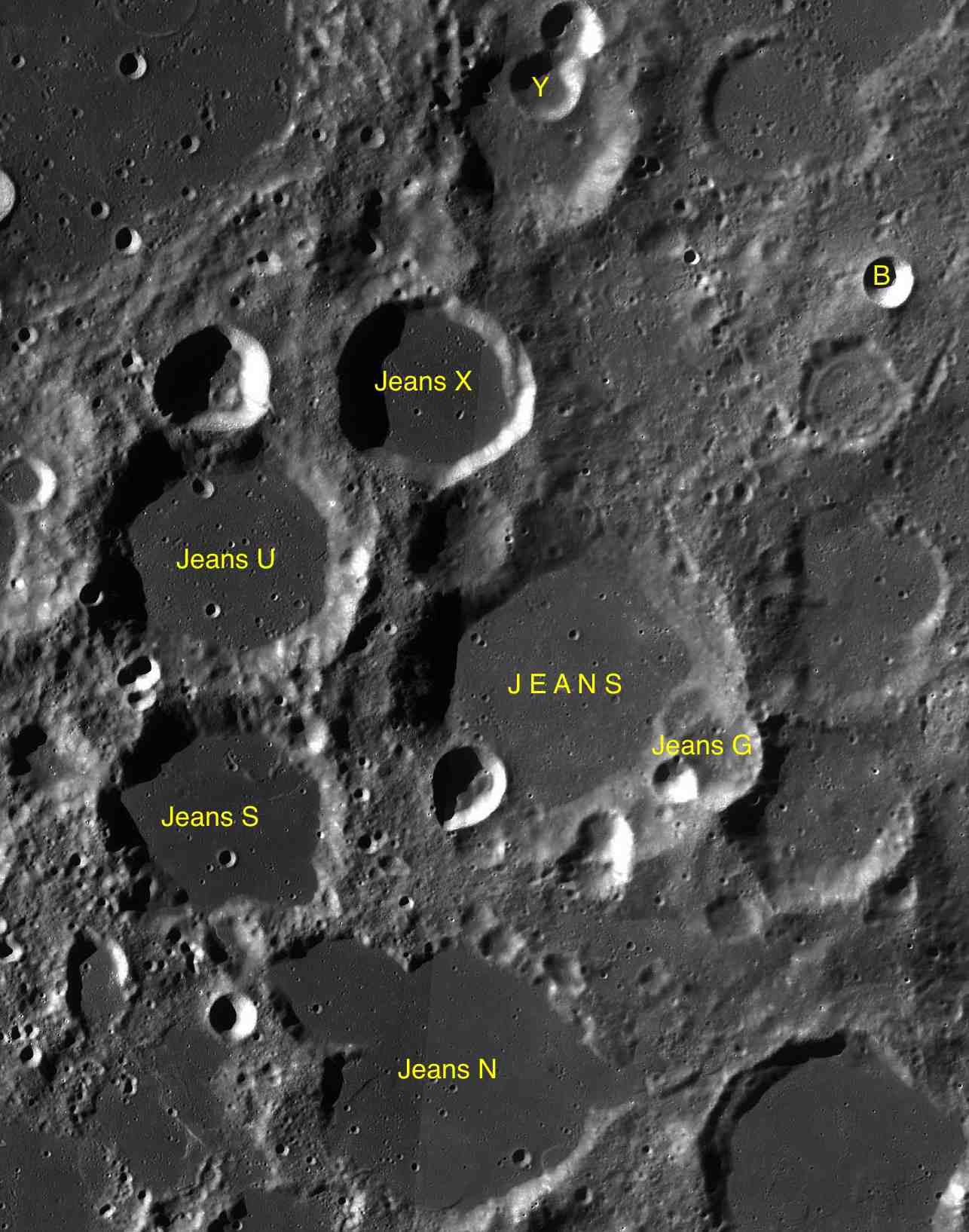
Cràters satèl·lit

Aquest cràter es troba gairebé a mig camí entre el cràter Lyot (situat al costat visible) i el cràter Chamberlin (al costat fosc). Presenta una vora exterior molt desgastada i arrodonida, amb diversos impactes a la vora sud i sud-est i a la paret interior. El més prominent dels cràters amb què es creua és Jeans G, que envaeix la vora pel seu costat est. El sòl interior de Jeans ha ressorgit pel flux de lava basàltica, deixant una superfície anivellada i fosca, marcada només per uns petits cràters.

## Cràters satèl·lit
Per convenció aquests elements són identificats en els mapes lunars posant la lletra en el costat del punt central del cràter que està més proper a Jeans.
| Jeans | Coordenades                          | Diàmetre |
| ----- | ------------------------------------ | -------- |
| B     | 52° 24′ S, 94° 48′ E / 52.4°S,94.8°E | 11 km    |
| G     | 56° 00′ S, 93° 18′ E / 56.0°S,93.3°E | 22 km    |
| N     | 58° 42′ S, 90° 30′ E / 58.7°S,90.5°E | 64 km    |
| S     | 56° 48′ S, 86° 48′ E / 56.8°S,86.8°E | 56 km    |
| U     | 54° 42′ S, 86° 30′ E / 54.7°S,86.5°E | 57 km    |
| X     | 53° 30′ S, 89° 24′ E / 53.5°S,89.4°E | 44 km    |
| Y     | 51° 12′ S, 90° 30′ E / 51.2°S,90.5°E | 17 km    |